# Cabara
Cabara är en kommun i departementet Gironde i regionen Nouvelle-Aquitaine i sydvästra Frankrike. Kommunen ligger i kantonen Branne som tillhör arrondissementet Libourne. År 2022 hade Cabara 512 invånare.

## Befolkningsutveckling
Antalet invånare i kommunen Cabara
Referens:INSEE